# Empatyk
Empata lub empatyk – pojęcie, odnoszące się do osoby bardzo wyczulonej na uczucia i emocje otaczających ją osób. Empatyk to polski odpowiednik angielskiego słowa „empath”. Nie chodzi jedynie o bycie empatycznym. Pojęcie odnosi się do kogoś, kto posuwa empatię o krok dalej, dosłownie będąc w stanie przyjąć uczucia innych ludzi tak, jakby były ich własnymi. Pojęcie spopularyzowane w książce The Empath's Survival Guide.